# Танкета тип 94
Танкета тип 94 (јап. 九四式軽装甲車, Kyūyon-shiki keisōkōsha) је јапанска танкета из периода пре Другог светског рата.

## Историја

### Прва оклопна возила у Јапану
Током 20-их година Јапан је купио већи број оклопних возила ради тестирања, укључујући тенкове Рено ФТ-17 и танкете Викерс Карден-Лојд Мк VI. Једино возило купљено за службу био је Рено NC-27: 10 тенкова увезено је 1929. У жељи да не зависи од увоза оружја, 1929. Јапанска војска почела је развој сопствених оклопних возила. Док су друге државе започеле сопствену производњу од мањих возила, Јапан је одмах кренуо са производњом средњих тенкова тип 89, чија је производња почела 1931. Производња је тенкова поверена је Арсеналу Сагами, који је производњу препустио цивилној индустрији, углавном Митсубишију. Тип 92 био је друго изворно јапанско оклопно возило које ушло у серијску производњу - као лако и брзо оклопно возило за коњицу. Ова танкета показала се као еволутивни ћорсокак, што је довело до развоја нових возила, која ће послужити као основа јапанских оклопних снага током рата: танкета тип 94 и лаки тенк тип 95.

### Танкета тип 94
Мајушна танкета тип 94, била је вишенаменско пешадијско возило, које је комбиновало карактеристике лаких тенкова Викерс из 30-их година (двочлану посаду и само 1 митраљез у куполи) и оклопног трактора Рено УЕ. Могло је да вуче приколицу на гусеницама као оклопно теретно возило за снабдевање, или да, откачивши приколицу, врши извиђачке задатке.

## Карактеристике
Танкета тип 94, са мотором на бензин, била је тешка 3.550 kg са оклопом до 12 mm, наоружана само једним митраљезом од 6.5 (касније 7.7) mm у куполи. Имала је врата на задњој страни, што је олакшавало излазак посаде ради снабдевања, али је често збацивала гусенице при већим брзинама.

### У борби
Возила су организована у чете (од 4 вода по 4 танкете). У релативно безопасном окружењу Кинеско-јапанског рата, ове танкете биле су успешне.  У другом светском рату често су по нужди коришћене у борби као замена за тенкове (нарочито касније у току рата), иако неефикасно, због танког оклопа и куполе за једног човека.